# Питтс, Джейк
Джейкоб Марк «Джейк» Питтс (род. 21 августа 1985 года) — американский музыкант и музыкальный продюсер, наиболее известный как ведущий гитарист рок-группы Black Veil Brides.

## Музыкальная карьера
Свою первую гитару Джейк получил в возрасте десяти лет, но с самого начала не заинтересовался этим инструментом до тех пор, пока не увлекся прослушиванием группы Metallica. Он учился музыкальной теории у своей матери, которая была классической пианисткой и композитором. Также на Джейка повлияли такие рок и хард-рок исполнители как Эдди Ван Хален, Scorpions, Пол Гилберт, Buckethead, Рэнди Роадс, Pantera, Black Sabbath, Armored Saint, Dio, Manowar, Iced Earth, Darkthrone, Cannibal Corpse, Slayer, Avenged Sevenfold и Mötley Crüe. До присоединения к Black Veil Brides Джейк играл в малоизвестных группах Perfect Victim и 80 Proof Riot.

## Награды
- Kerrang! Awards 2011 — Best International Newcomer
- Kerrang! Awards 2012 — Best Single «Rebel Love Song»
- Kerrang! Awards 2013 — Best live Band — Black Veil Brides
- Kerrang! Awards 2015 — Best live Band — Black Veil Brides
- Revolver Golden Gods 2011 — Best New Band
- Revolver Golden Gods 2012 — Best Guitarist «Jake Pitts» -
- Revolver Golden Gods 2013 — Song of the year «In The End»